# Miseri Coloni
Miseri Coloni é um grupo de teatro brasileiro sediado em Caxias do Sul.
O grupo se originou dos esquetes e jograis organizados pelos atores Arcangelo Zorzi Neto (Maneco), Pedro Parenti Neto, Lydia Tessari, João Wianey Tonus, Nadir Tonus, Hugo Lorenzatti e Auri Paraboni, como parte de sua formação. A atividade do grupo se caracteriza pela performance em dialeto talian, fazendo uma leitura crítica e muitas vezes bem-humorada de situações vivenciadas pelos primeiros colonizadores da região de Caxias do Sul. Sua primeira encenação foi a peça Quatro, cinque storie dei nostri migranti, em 1986. Sendo todos os seus integrantes descendentes de imigrantes, partiam de memórias pessoais para suas caracterizações. Outras peças importantes apresentadas foram versões de Nanetto Pipetta, de Aquiles Bernardi, e de O Quatrilho, de José Clemente Pozenato.
O grupo também faz adaptações de textos de autores clássicos como Carlo Goldoni, e já recebeu diversas distinções, como o prêmio Mérito Talian da Federação das Associações Ítalo-Brasileiras do Rio Grande do Sul / Comitê da Etnia Italiana do Rio Grande do Sul, o Prêmio Anual de Incentivo à Montagem Teatral, da Prefeitura de Caxias do Sul e o Prêmio FIAT de Teatro de 1990. Em 1992 recebeu o Troféu Caxias na categoria Cultura pelo conjunto da obra.